# Les Monts du Luberon-Trophée Luc Leblanc
Les Monts du Luberon, conosciuta anche come Les Monts du Luberon-Trophée Luc Leblanc, era una corsa in linea maschile di ciclismo su strada che si svolse in Francia, dal 1998 al 2006 in marzo. Dal 2005 fece parte del calendario dell'UCI Europe Tour nella classe 1.2.
Fino al 2004 era riservata ai dilettanti e dal 2007 fu rimpiazzata dalla Trois jours de Vaucluse.

## Albo d'oro
Aggiornato all'edizione 2006.
| Anno | Vincitore       | Secondo                     | Terzo             |
| ---- | --------------- | --------------------------- | ----------------- |
| 1998 | Florent Cabirol | Régis Decotte               | Olivier Trastour  |
| 1999 | Thomas Knecht   | Marc Thievenin              | Frédéric Nolla    |
| 2000 | Alexandre Grux  | Ivajlo Gabrovski            | Miguel Martinez   |
| 2001 | Marc Thievenin  | Benoît Luminet              | Peter Grimm       |
| 2002 | Mark Scanlon    | Alexej Garanine             | Takahiro Mizutani |
| 2003 | Hubert Dupont   | Dimităr Dimitrov Gospodinov | Sébastien Fiori   |
| 2004 | Jamie Alberts   | Christophe Guillaume        | Denis Robin       |
| 2005 | Florent Brard   | Cédric Coutouly             | Gilles Canouet    |
| 2006 | René Mandri     | Ivan Seledkov               | Cédric Coutouly   |